# Варнелис, Антанас
Анта́нас Варне́лис (лит. Antanas Varnelis; 1 января 1971, д. Додоткаи, Тельшяйский район, Литовская ССР, СССР — 28 сентября 1994, Литва) — литовский грабитель и убийца. В период с июля по декабрь 1992 года он убил 6 человек и покушался на жизнь ещё трёх в Кельмеском, Шяуляйском, Расейнском, Шакяйском и Юрбаркском районах. Варнелис был приговорён к смертной казни и расстрелян в 1994 году.

## Биография

### Детство
Антанас Варнелис родился 1 января 1971 года в д. Додоткаи, (Тельшяйский район, Литовская ССР). У Варнелиса было три брата и три сестры. Семья, в которой воспитывался будущий убийца, была неблагополучной, оба родителя страдали от алкогольной зависимости, в результате чего, когда Антанас был еще младенцем, они были лишены родительских прав, а все их дети направлены в различные приюты. Варнелис попал в детский дом, расположенный в городке Вешвиле. 
Там он зарекомендовал себя замкнутым и нелюдимым. Часто убегал и бродяжничал по окрестностям, но каждый раз его возвращали в приют. Кроме того, вскоре выяснилось, что Варнелис имеет склонность к воровству и асоциальному поведению, за что в возрасте 11 лет он был переведён в специализированную школу-интернат для трудных подростков в местечке Гелгаудишки. Однако и там Варнелис продолжил проявлять агрессию и воровать, а его успеваемость в учебном заведении была на крайне низком уровне. В результате чего уже вскоре он попал в психиатрическую больницу, где ему поставили диагноз легкая степень умственной отсталости с выраженными психопатическими чертами. 
Кроме того, с юных лет Варнелис начал злоупотреблять спиртными напитками и много курить, что также отразилось на его умственном и психоэмоциональном развитии. После окончания школы государство предоставило Варнелису рабочее место и комнату в общежитии. В то же время Варнелис попытался поступить в сельскохозяйственное училище, однако по одной версии провалил вступительные экзамены, по другой был отчислен за многочисленные прогулы вскоре после поступления.

### Преступления
В 1987 году в возрасте 16 лет Варнелис впервые был осуждён за совершение кражи 12 банок пива и курицы из продуктового магазина и приговорён к 2 годам и 3 месяцам лишения свободы в воспитательной колонии, однако уже в начале 1988 года его выпустили на свободу. А всего через несколько месяцев он совершил грабёж прохожего, похитив у того кошелёк. Вскоре преступника вновь арестовали и приговорили к 4 годам лишения свободы, однако за хорошее поведение Варнелис вышел на свободу уже 14 января 1992 года.
Сразу после освобождения Антанас сожительствовал со своим знакомым из детского дома, однако вскоре рассорился с ним и уехал к старшему брату — Прану Варнелису, который работал на частном хозяйстве в Гелгаудишкисе. Там Антанас, по словам очевидцев, тунеядствовал, жил за счёт брата, злоупотреблял спиртными напитками и вёл разгульный образ жизни. В июне 1992 года Варнелис под угрозой ножа совершил попытку изнасилования 13-летней местной жительницы, у которой также похитил буханку хлеба и 300 рублей. Всего через несколько дней хозяева фермы, устав от поведения преступника, выгнали как Антанаса, так и его брата. 
После чего преступник уехал в Шакяйский район, где 28 июля 1992 года совершил первое убийство. Жертвой стал 70-летний одинокий местный житель, которого Варнелис забил до смерти, как только тот открыл дверь, после чего, похитив с места преступления 2000 рублей и несколько малоценных вещей, скрылся на велосипеде убитого, предварительно совершив поджог дома, чтобы скрыть следы преступления. Тем не менее велосипед преступник также бросил всего в нескольких сотнях метров, так как, по собственным словам, на нем «невозможно было ехать». 
18 августа того же года, находясь уже в Тельшяйском районе, Варнелис совершил второе убийство, жертвой также стал одинокий пенсионер, проживающий на окраине села, из дома преступник так же похитил малоценные вещи жертвы и деньги. Тем не менее первоначально следователи не выявили связи между первыми двумя убийствами Варнелиса. Как правило, Варнелис перемещался на велосипеде, ночевал в заброшенных зданиях, амбарах и у случайных знакомых, согласившихся его приютить. По словам следователей, он тщательно следил за своими жертвами, по крайней мере несколько дней перед совершением каждого преступления, дабы убедиться в том, что не будет лишних свидетелей. Как правило, все жертвы Варнелиса проживали одни в частных домах на окраинах населённых пунктов.
В конце августа 1992 года Варнелис приехал в городок Шимкайчай (Юрбаркский район), где встретив знакомого из детского дома, вместе с ним устроился работать на ферму. Там он запомнился местным жителям как располагающий к себе молодой парень, который часто посещал танцевальную площадку и знакомился с множеством девушек. Тем не менее чуть более чем через месяц — в ночь на 31 октября 1992 года Варнелис совершил очередное нападение. Пробравшись в дом 86-летнего местного жителя Юзеса Гуделиса, он несколько раз ударил хозяина топором по голове и ограбил жилище, вновь забрав с собой малоценные вещи и небольшую сумму денег. Потерпевший через неделю скончался в больнице, не приходя в сознание.
На месте третьего убийства Варнелис едва не был пойман с поличным. Дело в том, что в тот момент, когда Варнелис был ещё в доме, к хозяину зашёл его родственник. Увидев преступника, тот насторожился, однако Варнелису удалось убедить его, что он помогает старику по хозяйству, и, когда родственник отошёл к соседям, чтобы убедиться в правдивости этих слов, преступник смог убежать в лес. Сразу после этого Варнелис покинул населённый пункт. 14 ноября 1992 года в деревне Пакражантис (Кельмеский район) преступник совершил 4-е убийство, жертвой стала одинокая пенсионерка, из дома которой Варнелис похитил велосипед, дождевик, кофемолку, лак для волос, несколько бутылок домашнего вина и продукты. Тело женщины, которую убийца ударил 9 раз топором, было найдено лишь спустя неделю.
Следователям удалось выяснить, что после совершения убийства преступник прожил в доме жертвы по меньшей мере сутки, кроме того, они установили, что он распивал спиртное на чердаке и ел за хозяйским столом. Однако арестовать преступника по горячим следам в связи с поздним обнаружением тела также не удалось. Все пять арестованных подозреваемых предоставили полиции алиби и были отпущены. 
В то же самое время, 20 и 21 ноября 1992, года Варнелис в двух разных деревнях Шяуляйского района впервые не в домах, а на дороге напал с топором на двух пожилых местных жителей. Обоим посчастливилось пережить нападение маньяка, однако обе жертвы были ограблены.

### Арест, следствие и суд
5 декабря 1992 года в селе Кирвай (Расейнский район) Антанас Варнелис расправился сразу с двумя женщинами: 92-летней матерью и её 68-летней дочерью, проживавшими в одном из домов на окраине села. Преступник вновь прожил в доме своих жертв по меньшей мере сутки, а уходя, похитил с места преступления несколько бутылок спиртного, две пары наручных часов, два золотых обручальных кольца, продукты питания и 15 000 рублей. Тела обеих убитых женщин были найдены лишь четыре дня спустя. После совершения этого преступления, потрясшего всю Литву, сотрудники правоохранительных органов впервые были вынуждены через радио и телевидении обратиться к населению с просьбой о помощи в поимке серийного убийцы. К тому времени его личность была установлена, фоторобот показан на телевидении и расклеен во всех людных местах. Министерство внутренних дел сформировало 9 оперативных групп для поиска преступника.
Узнав о том, что его разыскивают, Варнелис полностью поменял тактику перемещения. Теперь он перемещался только ночью, а днём отсыпался в заброшенных домах или сараях местных жителей. По собственным словам, Варнелис поставил себе цель добраться до Вильнюса, где планировал затеряться. Тем не менее, вечером 21 декабря 1992 года в селе Мунишкес (Каунасский район), Варнелис был опознан местными жителями по фотороботу, показанному на телевидении, и при их содействии задержан в местном питейном заведении. Сопротивления он не оказал.
Антанас Варнелис сразу же дал признательные показания по 6 эпизодам убийств, сопряжённых с ограблениями, 3 эпизодам покушений на убийство и 13 эпизодам изнасилований, а также сознался в совершении многочисленных краж. Судебно-психиатрическая экспертиза, длившаяся несколько месяцев, отметила, что Варнелис страдает лёгкой степенью умственной отсталости, а также имеет ярко выраженные психопатические наклонности, однако всё же осознаёт всю тяжесть совершённых их преступлений, и поэтому признала его вменяемым. 
На суде адвокат Варнелиса Йонас Ясулевичус пытался строить стратегию защиты преступника на его умственной отсталости, а также постоянно делал упор на тяжёлое детство убийцы и на то, что тот полностью признал вину и раскаялся в содеянном. Тем не менее ходатайство о проведении повторной психиатрической экспертизы было отклонено. В последнем слове адвокат подсудимого и сам Варнелис попросили суд, учитывая все обстоятельства, приговорить убийцу к пожизненному лишению свободы. 
Однако 1 февраля 1994 года Уголовная палата Верховного суда Литовской республики признала 23-летнего Антанаса Варнелиса виновным по всем предъявленным ему обвинениям и приговорила к смертной казни через расстрел. Прошение о замене казни пожизненным лишением свободы, поданное адвокатом преступника на имя президента Литвы Альгирдаса Бразаускаса, было отклонено. 28 сентября 1994 года приговор Антанасу Варнелису был приведён в исполнение. Варнелис стал пятым из семи человек, расстрелянных в Литве с момента распада СССР в 1991 году до отмены смертной казни в стране в конце 1998 года.